# Gran Premio de Italia de Motociclismo de 1999
El Gran Premio de Italia de Motociclismo de 1999 fue la quinta prueba del Campeonato del Mundo de Motociclismo de 1999. Tuvo lugar en el fin de semana del 4 al 6 de junio de 1999 en el Autódromo Internacional del Mugello, situado en la ciudad de Mugello, Italia. La carrera de 500cc fue ganada por Àlex Crivillé, seguido de Max Biaggi y Tadayuki Okada. Valentino Rossi ganó la prueba de 250cc, por delante de Ralf Waldmann y Tohru Ukawa. La carrera de 125cc fue ganada por Roberto Locatelli, Marco Melandri fue segundo y Noboru Ueda tercero.

## Resultados 500cc
| Pos. | N.º | Piloto                   | Constructor | Vueltas | Tiempo    | Parrilla | Pts. |
| ---- | --- | ------------------------ | ----------- | ------- | --------- | -------- | ---- |
| 1    | 3   | Àlex Crivillé            | Honda       | 23      | 44:05.522 | 2        | 25   |
| 2    | 2   | Max Biaggi               | Yamaha      | 23      | +0.283    | 13       | 20   |
| 3    | 8   | Tadayuki Okada           | Honda       | 23      | +6.052    | 7        | 16   |
| 4    | 31  | Tetsuya Harada           | Aprilia     | 23      | +6.849    | 1        | 13   |
| 5    | 10  | Kenny Roberts Jr         | Suzuki      | 23      | +12.674   | 3        | 11   |
| 6    | 15  | Sete Gibernau            | Honda       | 23      | +12.714   | 12       | 10   |
| 7    | 4   | Carlos Checa             | Yamaha      | 23      | +21.341   | 9        | 9    |
| 8    | 19  | John Kocinski            | Honda       | 23      | +29.800   | 4        | 8    |
| 9    | 14  | Juan Bautista Borja      | Honda       | 23      | +29.801   | 8        | 7    |
| 10   | 7   | Luca Cadalora            | MuZ-Weber   | 23      | +46.742   | 6        | 6    |
| 11   | 26  | Haruchika Aoki           | TSR-Honda   | 23      | +1:07.293 | 17       | 5    |
| 12   | 11  | Simon Crafar             | Yamaha      | 23      | +1:14.550 | 19       | 4    |
| 13   | 22  | Sébastien Gimbert        | Honda       | 23      | +1:20.353 | 18       | 3    |
| 14   | 69  | James Whitham            | Modenas KR3 | 23      | +1:27.761 | 16       | 2    |
| 15   | 18  | Markus Ober              | Honda       | 23      | +1:45.918 | 20       | 1    |
| Ret  | 55  | Régis Laconi             | Yamaha      | 17      | Accidente | 10       |      |
| Ret  | 12  | Jean-Michel Bayle        | Modenas KR3 | 7       | Retirado  | 15       |      |
| Ret  | 17  | Jurgen van den Goorbergh | MuZ-Weber   | 6       | Retirado  | 11       |      |
| Ret  | 21  | Michael Rutter           | Honda       | 3       | Retirado  | 22       |      |
| Ret  | 5   | Alex Barros              | Honda       | 1       | Accidente | 14       |      |
| Ret  | 25  | José Luis Cardoso        | TSR-Honda   | 1       | Retirado  | 21       |      |
| Ret  | 43  | Paolo Tessari            | Paton       | 0       | Accidente | 23       |      |
| Ret  | 6   | Norick Abe               | Yamaha      | 0       | Accidente | 5        |      |
| DNQ  | 68  | Mark Willis              | BSL         |         |           |          |      |

- Pole Position: Tetsuya Harada, 1:52.454
- Vuelta Rápida: Kenny Roberts Jr, 1:53.889

## Resultados 250cc
| Pos. | N.º | Piloto            | Constructor | Vueltas | Tiempo    | Parrilla | Pts. |
| ---- | --- | ----------------- | ----------- | ------- | --------- | -------- | ---- |
| 1    | 46  | Valentino Rossi   | Aprilia     | 21      | 40:52.837 | 6        | 25   |
| 2    | 6   | Ralf Waldmann     | Aprilia     | 21      | +2.643    | 4        | 20   |
| 3    | 4   | Tohru Ukawa       | Honda       | 21      | +2.684    | 9        | 16   |
| 4    | 9   | Jeremy McWilliams | Aprilia     | 21      | +11.333   | 7        | 13   |
| 5    | 56  | Shinya Nakano     | Yamaha      | 21      | +11.684   | 5        | 11   |
| 6    | 21  | Franco Battaini   | Aprilia     | 21      | +12.447   | 3        | 10   |
| 7    | 24  | Jason Vincent     | Honda       | 21      | +21.184   | 11       | 9    |
| 8    | 7   | Stefano Perugini  | Honda       | 21      | +21.721   | 12       | 8    |
| 9    | 12  | Sebastián Porto   | Yamaha      | 21      | +40.911   | 13       | 7    |
| 10   | 37  | Luca Boscoscuro   | TSR-Honda   | 21      | +45.815   | 16       | 6    |
| 11   | 36  | Masaki Tokudome   | TSR-Honda   | 21      | +53.891   | 18       | 5    |
| 12   | 16  | Johan Stigefelt   | Yamaha      | 21      | +54.066   | 17       | 4    |
| 13   | 11  | Tomomi Manako     | Yamaha      | 21      | +54.096   | 22       | 3    |
| 14   | 23  | Julien Allemand   | TSR-Honda   | 21      | +1:18.330 | 24       | 2    |
| 15   | 15  | David García      | Yamaha      | 21      | +1:21.272 | 19       | 1    |
| 16   | 66  | Alex Hofmann      | TSR-Honda   | 21      | +1:27.000 | 14       |      |
| 17   | 10  | Fonsi Nieto       | Yamaha      | 21      | +1:33.576 | 25       |      |
| 18   | 55  | Filippo Cotti     | Yamaha      | 21      | +1:33.644 | 23       |      |
| 19   | 58  | Matias Rios       | Aprilia     | 20      | +1 Vuelta | 28       |      |
| Ret  | 44  | Roberto Rolfo     | Aprilia     | 10      | Accidente | 8        |      |
| Ret  | 14  | Anthony West      | TSR-Honda   | 10      | Accidente | 21       |      |
| Ret  | 41  | Jarno Janssen     | TSR-Honda   | 9       | Accidente | 20       |      |
| Ret  | 27  | Rob Filart        | Honda       | 3       | Accidente | 26       |      |
| Ret  | 48  | Ivan Clementi     | Aprilia     | 3       | Accidente | 15       |      |
| Ret  | 31  | Toshihiko Honma   | Yamaha      | 0       | Accidente | 10       |      |
| Ret  | 34  | Marcellino Lucchi | Aprilia     | 0       | Accidente | 1        |      |
| Ret  | 47  | Ivan Mengozzi     | Yamaha      | 0       | Accidente | 27       |      |
| DSQ  | 1   | Loris Capirossi   | Honda       |         |           | 2        |      |

- Pole Position: Marcellino Lucchi, 1:54.376
- Vuelta Rápida: Valentino Rossi, 1:55.254

## Resultados 125cc
| Pos. | N.º | Piloto               | Constructor | Vueltas | Tiempo    | Parrilla | Pts. |
| ---- | --- | -------------------- | ----------- | ------- | --------- | -------- | ---- |
| 1    | 15  | Roberto Locatelli    | Aprilia     | 20      | 40:52.672 | 1        | 25   |
| 2    | 13  | Marco Melandri       | Honda       | 20      | +0.271    | 5        | 20   |
| 3    | 6   | Noboru Ueda          | Honda       | 20      | +0.295    | 4        | 16   |
| 4    | 16  | Simone Sanna         | Honda       | 20      | +0.343    | 6        | 13   |
| 5    | 21  | Arnaud Vincent       | Aprilia     | 20      | +0.442    | 7        | 11   |
| 6    | 7   | Emilio Alzamora      | Honda       | 20      | +0.588    | 11       | 10   |
| 7    | 4   | Masao Azuma          | Honda       | 20      | +0.589    | 12       | 9    |
| 8    | 1   | Kazuto Sakata        | Honda       | 20      | +1.193    | 13       | 8    |
| 9    | 5   | Lucio Cecchinello    | Honda       | 20      | +1.260    | 3        | 7    |
| 10   | 23  | Gino Borsoi          | Aprilia     | 20      | +1.338    | 10       | 6    |
| 11   | 32  | Mirko Giansanti      | Aprilia     | 20      | +1.429    | 15       | 5    |
| 12   | 10  | Jerónimo Vidal       | Aprilia     | 20      | +2.269    | 8        | 4    |
| 13   | 54  | Manuel Poggiali      | Aprilia     | 20      | +8.436    | 14       | 3    |
| 14   | 17  | Steve Jenkner        | Aprilia     | 20      | +10.382   | 17       | 2    |
| 15   | 26  | Ivan Goi             | Honda       | 20      | +10.541   | 18       | 1    |
| 16   | 11  | Max Sabbatani        | Honda       | 20      | +10.695   | 16       |      |
| 17   | 29  | Ángel Nieto Jr       | Honda       | 20      | +17.572   | 19       |      |
| 18   | 9   | Frédéric Petit       | Aprilia     | 20      | +17.668   | 9        |      |
| 19   | 12  | Randy De Puniet      | Aprilia     | 20      | +23.619   | 21       |      |
| 20   | 44  | Alessandro Brannetti | Aprilia     | 20      | +23.731   | 20       |      |
| 21   | 20  | Bernhard Absmeier    | Aprilia     | 20      | +34.245   | 24       |      |
| 22   | 22  | Pablo Nieto          | Derbi       | 20      | +41.130   | 26       |      |
| 23   | 63  | Marco Petrini        | Aprilia     | 20      | +42.373   | 22       |      |
| 24   | 64  | Gaspare Caffiero     | Aprilia     | 20      | +42.593   | 28       |      |
| 25   | 66  | Marco Tresoldi       | Honda       | 20      | +42.597   | 25       |      |
| Ret  | 18  | Reinhard Stolz       | Honda       | 19      | Retirado  | 23       |      |
| Ret  | 62  | Riccardo Chiarello   | Aprilia     | 19      | Retirado  | 27       |      |
| Ret  | 65  | Lorenzo Lanzi        | Aprilia     | 9       | Retirado  | 29       |      |
| Ret  | 8   | Gianluigi Scalvini   | Aprilia     | 4       | Retirado  | 2        |      |

- Pole Position: Roberto Locatelli, 2:00.254
- Vuelta Rápida: Kazuto Sakata, 2:00.648